# Sie zerbrachen nicht
Sie zerbrachen nicht ist der deutsche Titel der im Jahr 1955 erschienenen Spielfilmreportage Les Chiffonniers d'Emmaüs von Robert Darène.

## Handlung
Der Film erzählt die ersten Jahre der Emmaüs-Gemeinschaft von Neuilly-Plaisance, die 1949 von Abbé Pierre gegründet wurde und der Ausgangspunkt der Emmaüs-Bewegung war.
Der Film basiert auf dem Werk "Les Chiffonniers d'Emmaüs" von Boris Simon aus dem Jahr 1954. In der französischen Fassung sind Buchtitel und Filmtitel identisch.

## Rezeption
- "Spielfilmreportage über den französischen Abbé Pierre, der aus Gesundheitsgründen aus dem Kapuzinerorden austrat, in den 50er Jahren anfing, für die Bedürftigen das Emmaus-Hilfswerk ins Leben zu rufen und aktive Hilfe leistete. (...) Ein überzeugend-sympathischer Aufruf für tätige Nächstenhilfe und ein vortreffliches Zeitdokument." Rezension im Filmdiens[1]

## Postume Enthüllung sexueller Übergriffe
Nicht im Film berücksichtigt sind die sexuellen Übergriffe durch Abbè Pierre. Diese wurden erst nach seinem Tod öffentlich bekannt, siehe
- Abbé Pierre – Postume Enthüllung sexueller Übergriffe